# アサヒ協和酒類製造
アサヒ協和酒類製造株式会社（アサヒきょうわしゅるいせいぞう）は、2002年9月2日に、アサヒビールと協和醱酵工業（現・協和キリン）の共同出資会社として設立された、日本の酒類メーカー。2005年9月1日に共同出資契約が終了してアサヒビールグループの完全子会社となり、2006年1月1日、グループ会社のニッカウヰスキーに合併され解散した。

## 会社設立の背景
協和醱酵工業（以下「協和発酵」と略す）は1960年に日本酒類を合併したことにより国内蒸留酒業界の第2位となり、焼酎、ワインなどの製造から販売までを手掛ける大手の酒類製造会社となる一方、みりんや凍結乾燥食品などの食品事業、バイオケミカルの研究や医薬品開発などを手掛ける医薬事業など複数の部門を持つ大企業へ成長した。しかし、酒類事業については年々その競争激化により収益性の改善が必須となっていた。そこに日本のビール大手4社の内、唯一焼酎の製造部門を持たなかったアサヒビールとの利害が一致し、協和発酵からアサヒビールへの酒類事業の譲渡契約へと至ったと見る向きが強い。
それまで焼酎の製造部門がなかったアサヒビールが酒類事業の譲渡を受けた後も円滑にその事業が進むよう、協和発酵がそのアドバイス的な役割を担うために、協和発酵とアサヒビールの間に酒類事業譲渡契約とともに、3年間の共同出資契約も締結された。その契約のもとに設立されたのがこの会社であった。

## 会社設立までの経緯
2002年2月18日、協和発酵からアサヒビールへの酒類事業の譲渡について双方が基本合意に至り、4月26日正式に営業譲渡契約及び共同出資契約を締結し、これらの契約に基づいたスケジュールで、酒類事業の譲渡が行われた。
まず酒類販売部門については、2002年9月2日をもって協和発酵からアサヒビールへ営業譲渡された。
酒類製造部門は、茨城県の土浦工場と福岡県北九州市の門司工場の2つを、両者の共同出資事業へ移管することとした。これに伴い、2002年9月2日付けで協和発酵から会社分割によりアサヒ協和酒類製造（以下「アサヒ協和」と略す）を設立し、同日株式の60%がアサヒビールへ譲渡された。会社の本店はニッカウヰスキー本社ビルの2階に設置された。
この2つの工場が保有する不動産については、当初その全てがこの会社へ所有権移転される予定であったが、広大な土浦工場については対象となる酒類事業以外にも、協和発酵の食品部門や医薬品製造部門なども置かれているため、共同出資会社が協和発酵に対して酒類製造部門の敷地と工場の借地借家契約を結ぶことに切り替え、契約終了後にアサヒビールはその生産機能をニッカウヰスキーの柏工場へ移転することとし、工場については生産機能の移転終了後建物を取り壊すこととした。また、門司工場については保有する不動産の内、協和発酵の食品部門が保有する2つの建物を除き全ての土地建物がこの会社へ所有権移転された。そのためしばらくの間は正門の看板に「アサヒ協和門司工場」と「協和発酵門司分工場」の2つが表示されたが、2004年に協和発酵が食品部門を防府工場に全て移管したため、この2つの建物も取り壊され「門司分工場」の文字もなくなった。
また、協和発酵の酒類製造子会社であった山梨県のサントネージュワイン、鹿児島県のさつま司酒造は、同じ2002年9月2日付けで協和発酵所有の株式全てがアサヒビールへ譲渡、され、アサヒビールの完全子会社となった。これらの譲渡により、協和発酵は永年に亘る酒類事業に終止符を打った。なお、食品用アルコールの製造は、キリンファーマと合併して協和発酵キリンとなった後も、子会社である協和発酵バイオの防府工場において継続していた。しかし、協和発酵バイオはメルシャンとの合弁会社である第一アルコールへ2010年に原料用アルコール事業を譲渡、さらに2024年にメルシャンが第一アルコールを吸収合併したことにより、協和発酵はアルコール製造事業から完全に撤退した。

## 会社合併までの経緯
アサヒ協和は、当初、2005年9月1日付けでアサヒビールによる完全子会社化とともに、会社の商号変更のみ行う予定であった。しかし、アサヒビールが協和発酵から酒類事業を譲渡されたのと同じ時期に、旭化成からも焼酎・低アルコール飲料事業の譲渡を受け、当該事業については、販売部門はアサヒビール・製造部門はニッカウヰスキーが引き継いでいた。この結果、同じアサヒビールグループ内で、似て非なる会社が混在しているような状態となっていた。この状況はワイン部門でも同じで、自社子会社のアサヒビールワイナリーと、協和発酵から引き継いだサントネージュワインという、やはり親会社が重複した子会社がグループ内に存在していた。
その為、アサヒビールはグループ会社の再編・製造部門の統合による生産効率の向上を計るため、2005年3月31日、「ニッカウヰスキーとアサヒ協和の合併」及び「サントネージュワインへのグループ内ワイン事業の集約と、アサヒビールワイナリーの解散」を発表した。
アサヒ協和は前項の通り、2005年9月の共同出資契約終了後のアサヒビールによる完全子会社化と同時に、土浦工場の生産機能については、ニッカウヰスキー柏工場への完全移転を決めており、それらは2005年末で完了する予定であった。これに沿う形で、アサヒ協和とニッカウヰスキーの合併は2006年1月1日付けとすることになったが、アサヒビールは協和発酵に対し、2005年9月1日の共同出資契約終了後も2006年1月1日に合併するまでの3ヶ月間は、「アサヒ協和」の商号のままでの会社継続について事前に了解を求め、協和発酵はこれを了承した。
そして2005年9月1日付けで、協和発酵が出資していたアサヒ協和株40%分は、アサヒ協和に60％出資していたアサヒビールへ予定通り譲渡され、アサヒ協和はアサヒビールの完全子会社となった。同時にアサヒ協和土浦工場からニッカウヰスキー柏工場および他工場へ、酒類の生産機能の移転が始まり、2005年末、土浦工場での生産を終了した。
2006年1月1日、ニッカウヰスキーとの合併により、アサヒ協和は解散した。旧土浦工場は前述の借地借家契約どおり、酒類製造部門の建物が全て取り壊されて更地化の上、協和発酵へその敷地が返還された。また門司工場の土地建物の所有権は、ニッカウヰスキーに移転した。

## 本社
- 東京都港区南青山五丁目4番31号

## 工場
1. 土浦工場：茨城県稲敷郡阿見町阿見4041番地
2. 門司工場：福岡県北九州市門司区大里元町2番1号